# Elektrownia jądrowa Zion

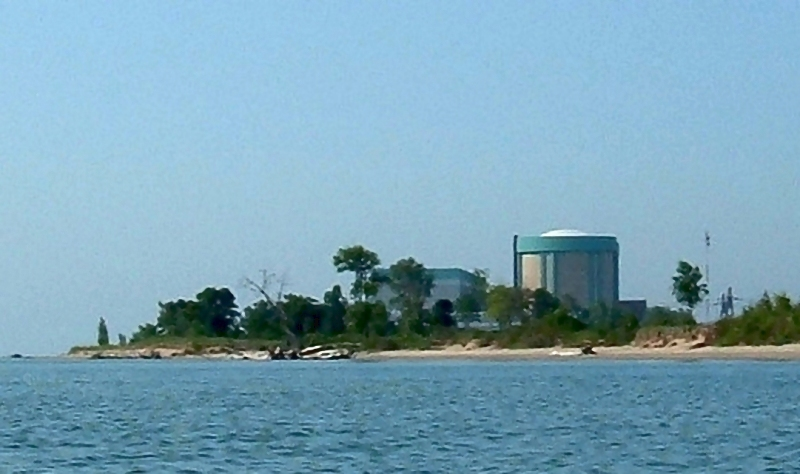
Elektrownia jądrowa Zion

Elektrownia jądrowa Zion – amerykańska elektrownia jądrowa położona nad jeziorem Michigan, w stanie Illinois, koło miasta Zion. Pracowała w latach 1973-1997, dostarczając energię elektryczną dla Chicago i północnego Illinois.

## Położenie
Teren elektrowni obejmuje powierzchnię 1,04 km² nad brzegiem jeziora Michigan, koło miasta Zion. W linii prostej do Chicago jest od niej 64 kilometry, a do Milwaukee 68 km.

## Wyłączenie i likwidacja
Elektrownia jądrowa nie pracuje od 13 lutego 1998. Pierwszy reaktor trwale wyłączono 19 września 1996, a drugi został przypadkowo wyłączony przez operatora 21 lutego 1997. Operator próbował włączyć reaktor nie przestrzegając procedur. Za oba działania na właściciela elektrowni amerykański dozór jądrowy nałożył kary w wysokości po 110 000 USD. Operator elektrowni, firma ComEd, oświadczyła, że reaktor nie wznowi pracy, gdyż konieczne do tego byłoby zamówienie nowych generatorów pary, których koszt (435 miliony USD) nie zwróciłby się przed upływem terminu ważności licencji na pracę reaktora, tj. do 2013 roku. Planowo elektrownia miała zostać wyłączona 14 listopada 2013, a jej likwidacja ukończona 31 grudnia 2026.
Do 9 marca 1998 rdzenie obu reaktorów zostały opróżnione z paliwa jądrowego i umieszczone w basenach na wypalone paliwo, na terenie elektrowni. 23 sierpnia 2010 NRC zatwierdziła przeniesienie licencji z firmy Exelon (spółki-matki firmy ComEd) do firmy EnergySolutions, która przez najbliższe 7-10 lat będzie zajmowała się likwidacją elektrowni. Po tym czasie odpowiedzialność za elektrownie wróci do Exelon, która zutylizuje zużyte paliwo.

## Reaktory
| Nazwa bloku | Typ reaktora | Producent / Dostawca | Właściciel          | Operator        | Rozpoczęcie budowy | Stan krytyczny  | Włącz. do sieci | Trwałe wyłączenie | Moc elektr. netto (MW) | Moc elektr. brutto (MW) | Moc termiczna (MW) |
| ----------- | ------------ | -------------------- | ------------------- | --------------- | ------------------ | --------------- | --------------- | ----------------- | ---------------------- | ----------------------- | ------------------ |
| Zion-1      | PWR          | Westinghouse         | Commonwealth Edison | EnergySolutions | 12 stycznia 1968   | 19 czerwca 1973 | 28 czerwca 1973 | 21 lutego 1997    | 1040                   | 1098                    | 3250               |
| Zion-2      | PWR          | Westinghouse         | Commonwealth Edison | EnergySolutions | 12 stycznia 1968   | 24 grudnia 1973 | 26 grudnia 1973 | 19 września 1996  | 1040                   | 1098                    | 3250               |